# 福島戊
福島 戊（ふくしま まもる、1886年（明治19年）11月19日 - 1961年（昭和36年）2月18日）は、大日本帝国陸軍軍人。最終階級は陸軍少将。

## 経歴
千葉県出身。陸軍士官学校第19期卒義。1924年（大正13年）8月、陸軍歩兵少佐に進級し、歩兵第2連隊附を発令され、1924年（大正14年）9月時点で歩兵第2連隊大隊長に着任した。1925年（大正15年）5月に第14師団司令部附に転じ、1929年（昭和4年）8月、陸軍歩兵中佐進級と同時に歩兵第74連隊附を発令された。1932年（昭和7年）4月に歩兵第14連隊附に転じ、明治専門学校に配属された。
1935年（昭和10年）3月に陸軍歩兵大佐進級と同時に第2師団司令部附となり、新潟医科大学に配属され、1936年（昭和11年）3月に津連隊区司令官に転じた。1937年（昭和12年）3月に近衛師団司令部附を発令され上智大学に配属され、1938年（昭和13年）7月15日に陸軍少将進級と同時に待命となり、7月27日に予備役に編入された。予備役編入後は東部国民勤労訓練所副所長を務めた。